# Psilopterus
Psilopterus is een geslacht van uitgestorven schrikvogels (Phorusrhacidae) die van het Midden-Oligoceen tot het late Mioceen leefden in het huidige Argentinië. Vergeleken met andere schrikvogels was Psilopterus relatief klein en tenger. De soort Psilopterus bachmanni is met een hoogte van 70–80 cm de kleinst bekende schrikvogel.

## Geslacht
De naam van het geslacht werd voor het eerst gepubliceerd door Moreno en Mercerat in 1891. Het geslacht omvat de kleinste soorten van de familie. Als differentiërende kenmerken met de andere geslachten van schrikvogels worden kenmerken van de voetbeenderen gebruikt.

## Soorten en beschrijving
Alvarenga & Höfling accepteren in hun systematische revisie van de phorusrhacidae vier soorten voor Psilopterus. Ze leggen echter ook uit dat het mogelijk is dat de verschillen tussen de gevonden exemplaren verschillen in tijdsperiode, geslacht of leeftijd kunnen voorstellen.

### P. bachmanni
Psilopterus bachmanni (Moreno & Mercerat, 1891) (oorspronkelijk gepubliceerd als Patagornis bachmanni) is de kleinste soort van Psilopterus. Het lectotype MLP-168 is een tarsometatarsus. Ander gevonden materiaal van de soort bestaat uit bijkomende botten van de poten en een bijna compleet exemplaar (PUM-15.904).

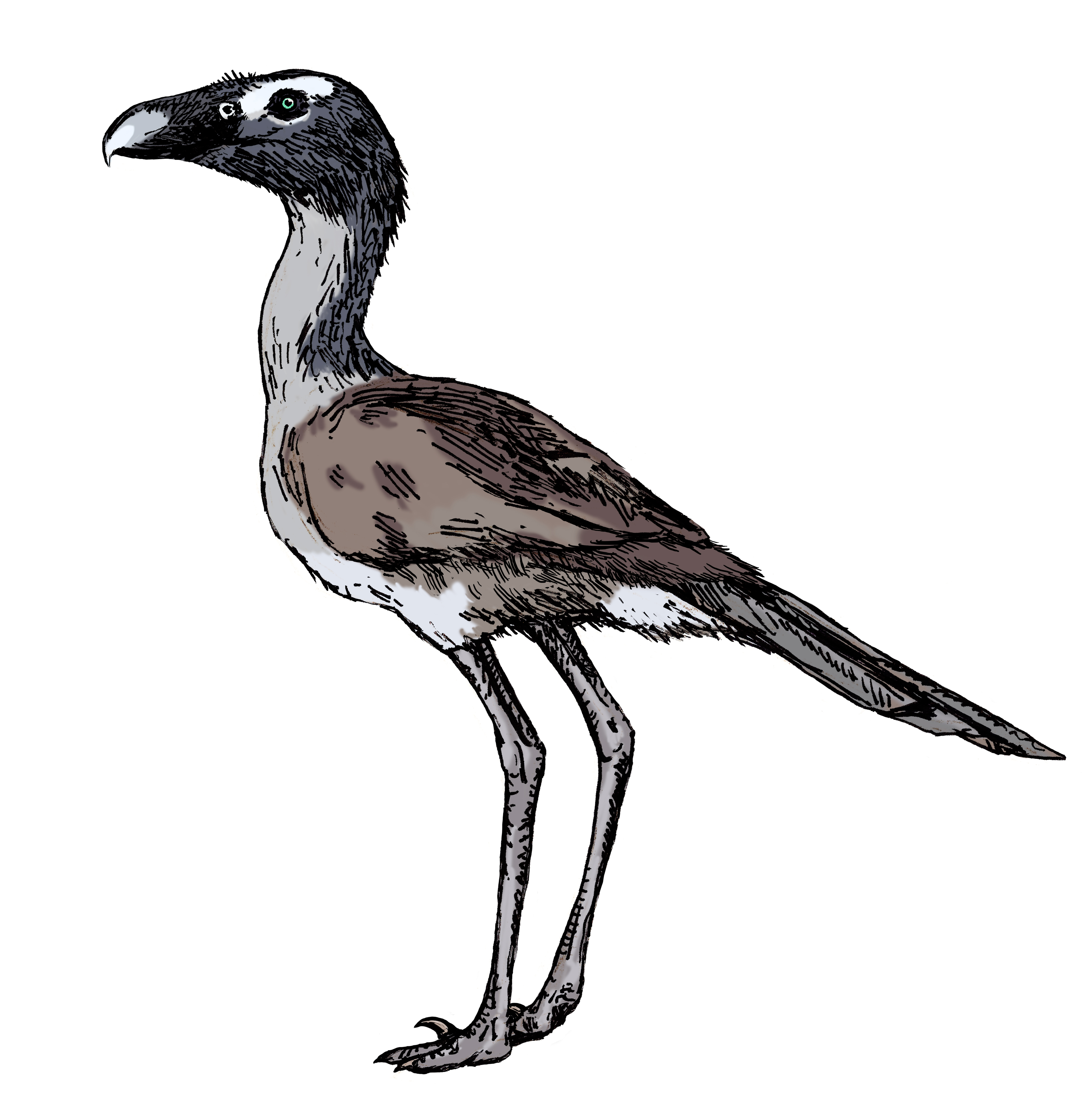
Reconstructie van Psilopterus lemonei

### P. lemoinei
Psilopterus lemoinei (Moreno & Mercerat, 1891) (oorspronkelijk gepubliceerd als Patagornis lemoinei) leefde tegelijk met P. bachmanni en vulde waarschijnlijk een gelijkaardige niche. De soort is echter, met een geschat gewicht van 8–9 kg, lichtjes groter. Het lectotype (MLP-162) bestaat uit het distale uiteinde van een tibiotarsus, maar er is een grote verscheidenheid aan materiaal toegevoegd aan het taxon.

### P. affinis
Psilopterus affinis (Ameghino, 1899) (oorspronkelijk gepubliceerd als Phororhacos affinis) is de soort schrikvogel waarvan de minste vondsten bekend zijn: enkel een deel van de tarsometatarsus (MACN-A-52-184) is gevonden.

### P. colzecus
Psilopterus colzecus Tonni & Tambussi, 1988, is de meest recent ontdekte soort van het geslacht en was ongeveer even groot als P. lemoinei. De soort is slechts bekend van een enkel incompleet skelet (holotype MLP-76-VI-12-2), bestaande uit delen van de kaak, arm, en poot.